# Passo delle Selle
Il passo delle Selle è un valico alpino del gruppo della Marmolada, nelle Dolomiti, che collega la val San Nicolò, nel comune di Pozza di Fassa, alla valle di San Pellegrino, nel comune di Moena, valli minori comprese nella trentina val di Fassa. Posto a 2528 metri sul livello del mare, è il più alto passo del suo sottogruppo, il Monzoni-Vallaccia ed ospita dal 2006 l'omonimo rifugio. Durante la prima guerra mondiale era un avamposto del fronte austriaco.

## Morfologia

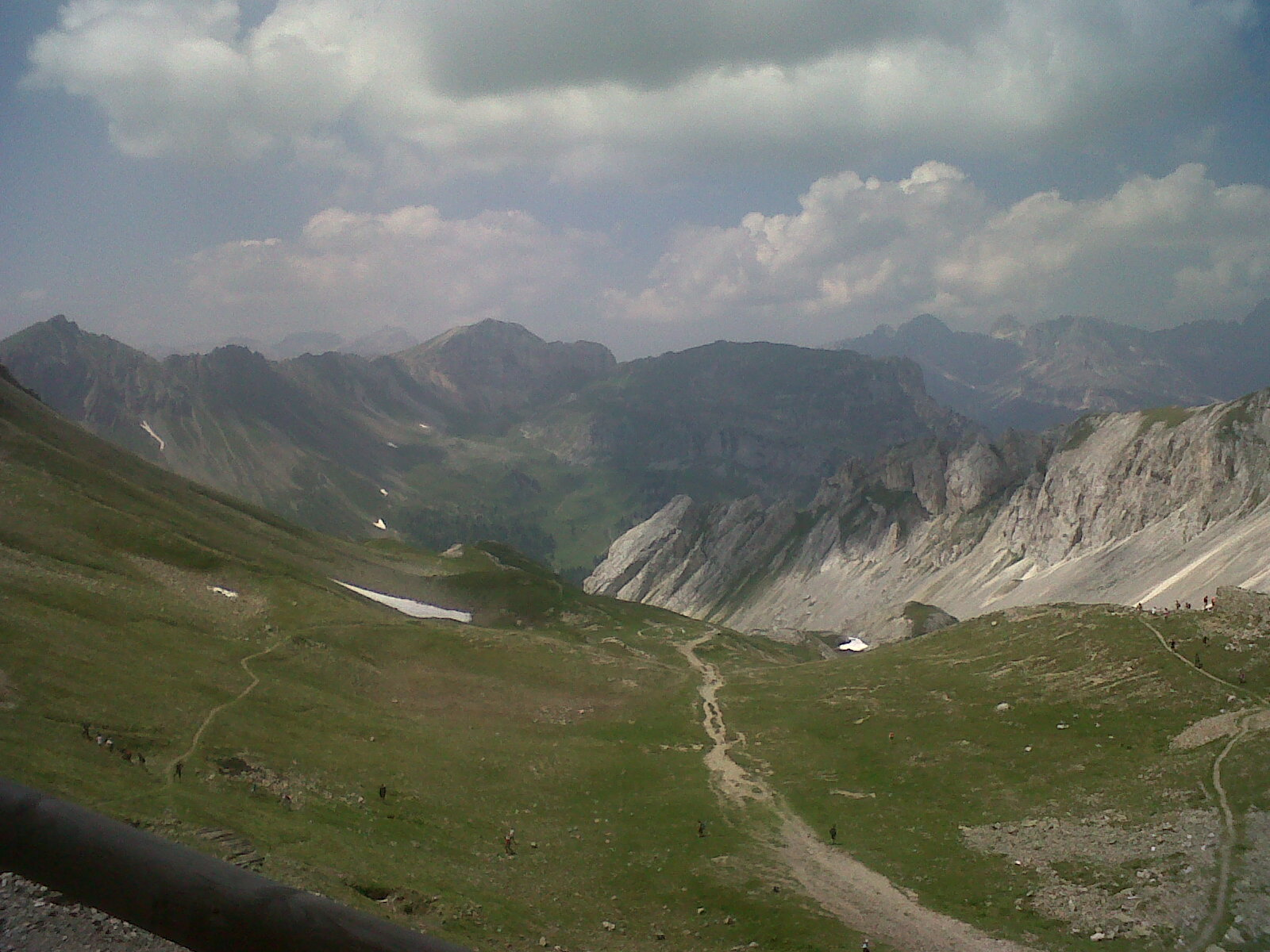
Vista sul Monzoni dalla sommità del passo

Seppur nelle vicinanze di numerose catene montuose dolomitiche, quali le Pale di San Martino, il Latemar e il Catinaccio, il passo delle Selle è formato perlopiù da rocce calcaree. A sud-ovest del valico il crinale del Monzoni presenta numerose vette di media altezza, che sfiorano i 2647 metri d'altezza (Ponta de Ricoleta). A nord-est il Monzoni lascia il posto alla catena di Cima Uomo, o Costabella, con cime più irte ed elevate, che raggiungono i 2759 metri della cima di Costabella e culminano nei 3010 della Cima dell'Uomo. La salita al passo è più facile dalla val San Pellegrino che dalla val San Nicolò. A differenza di quest'ultima, infatti, il sentiero assume le caratteristiche di strada sterrata, che fino a poche decine di metri sotto la sommità si snoda su dei lievi declivi erbosi, i quali lasciano spazio a sassi di medie-piccole dimensioni solo alla fine della salita.

## Itinerari di percorrenza

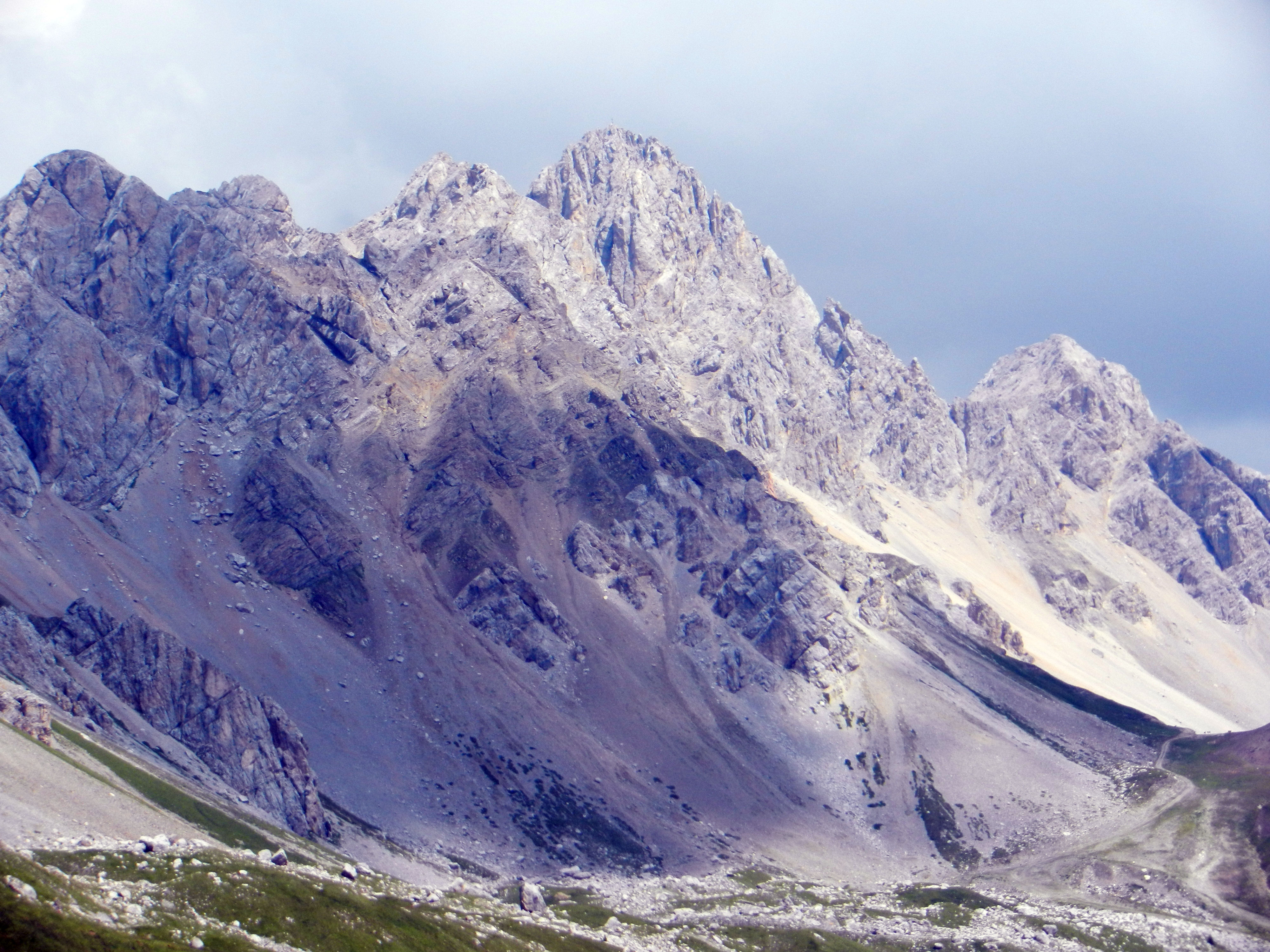
La catena di Costabella vista dal rifugio

Il passo delle Selle è raggiungibile tramite il sentiero 604, che partendo dal passo San Pellegrino risale il versante sud-est fino al valico, quindi scende diretto a nord-ovest raggiungendo infine il rifugio Monzoni Torquato Taramelli. La distanza complessiva è di 8 chilometri circa, percorribili in un tempo di circa 3 ore e mezzo. Il crinale su cui giace il passo è inoltre percorso da due famose vie d'alta quota: il sentiero alpinistico attrezzato Federspiel per il Monzoni e il sentiero attrezzato Bepi Zac per la catena Costabella-Cima dell'Uomo. Altri itinerari conosciuti sono:
- da Fuchiade al rifugio Monzoni Torquato Taramelli e viceversa, passando per i sentieri 607 (in quel tratto sentiero Italia) e 604, 12 km, 4,5 ore circa;
- dal passo San Pellegrino al rifugio Passo di San Nicolò e viceversa, passando per i sentieri 604, 640, 641 e 608, 14 km, 5 ore circa;
- dal rifugio Fuchiade al rifugio Passo di San Nicolò e viceversa, passando per i sentieri 607, 604, 6040, 641 e 608, 17 km, 6 ore circa.

## Galleria d'immagini

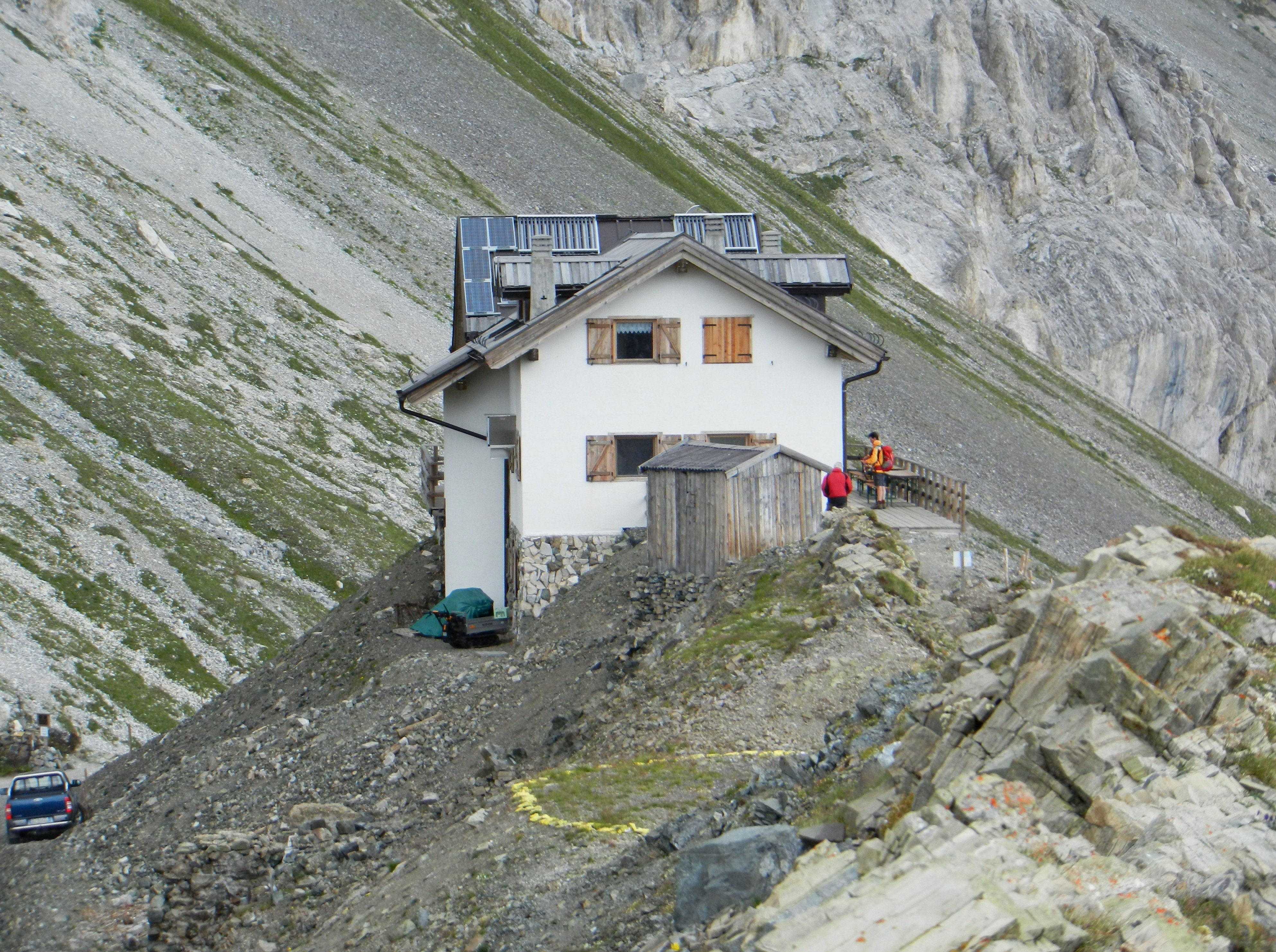
Il rifugio alla sommità del passo
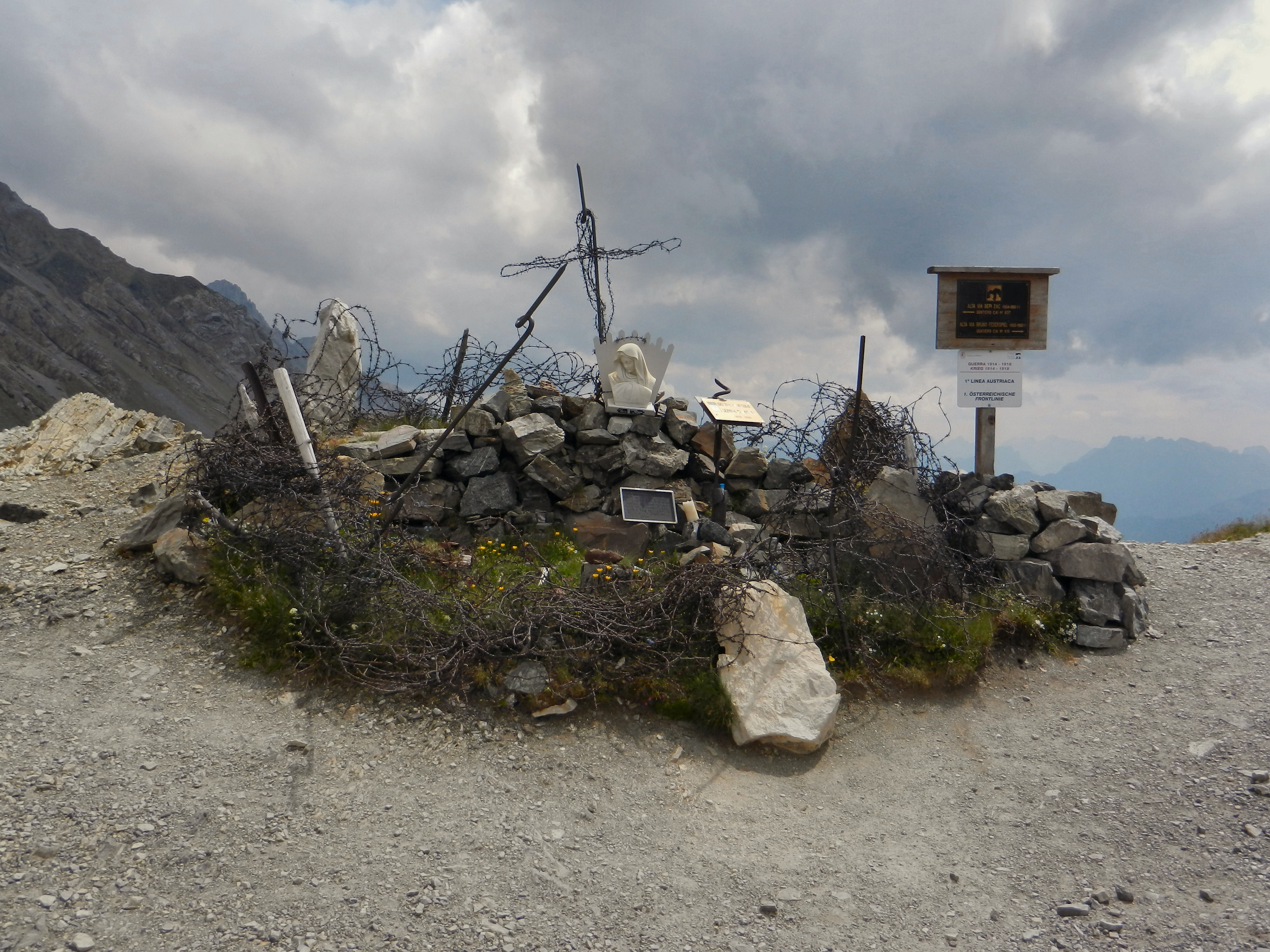
Memoriale in ricordo della grande guerra nei pressi del rifugio
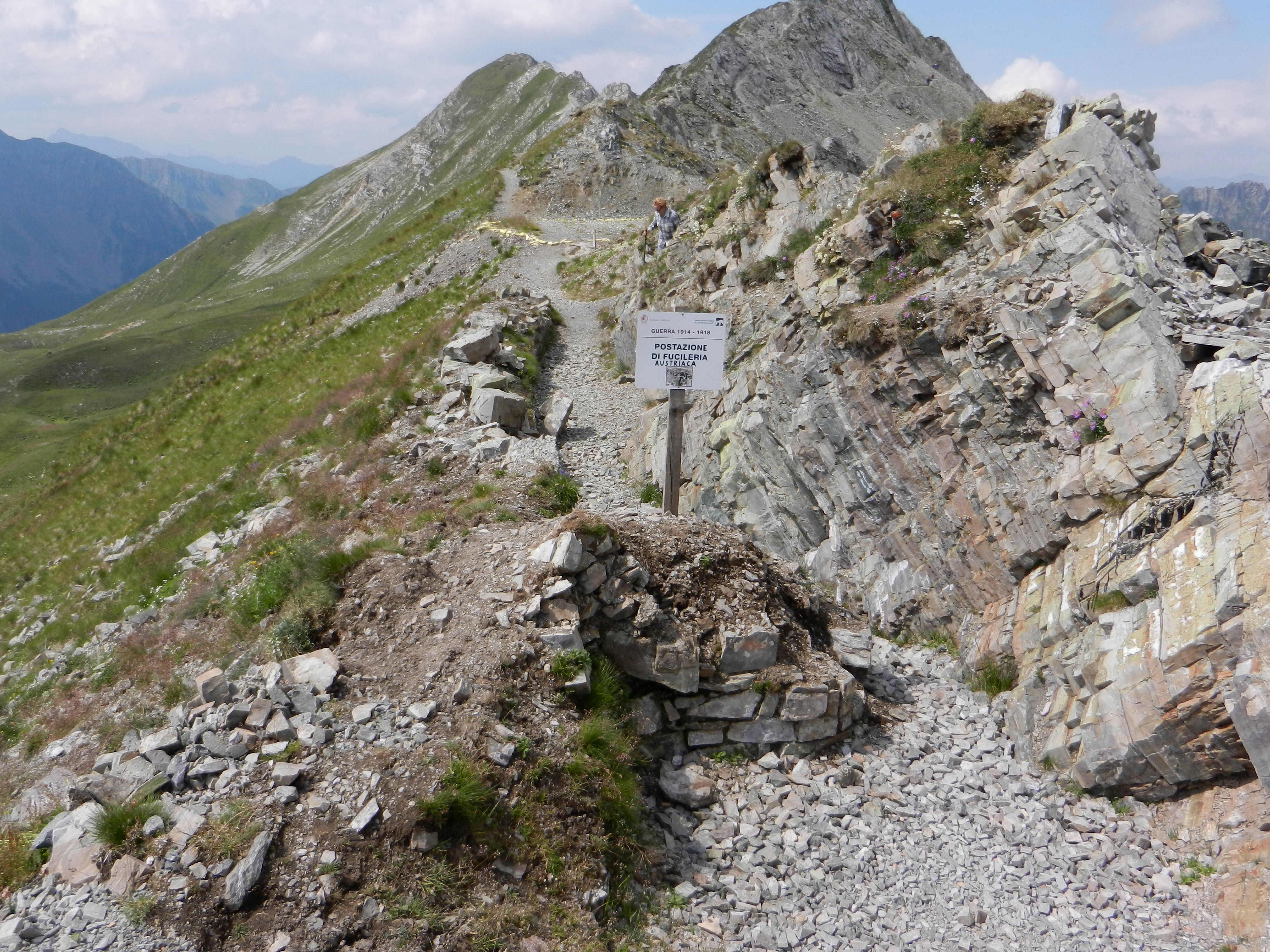
Postazione di fucileria austriaca nei pressi dell'attuale rifugio
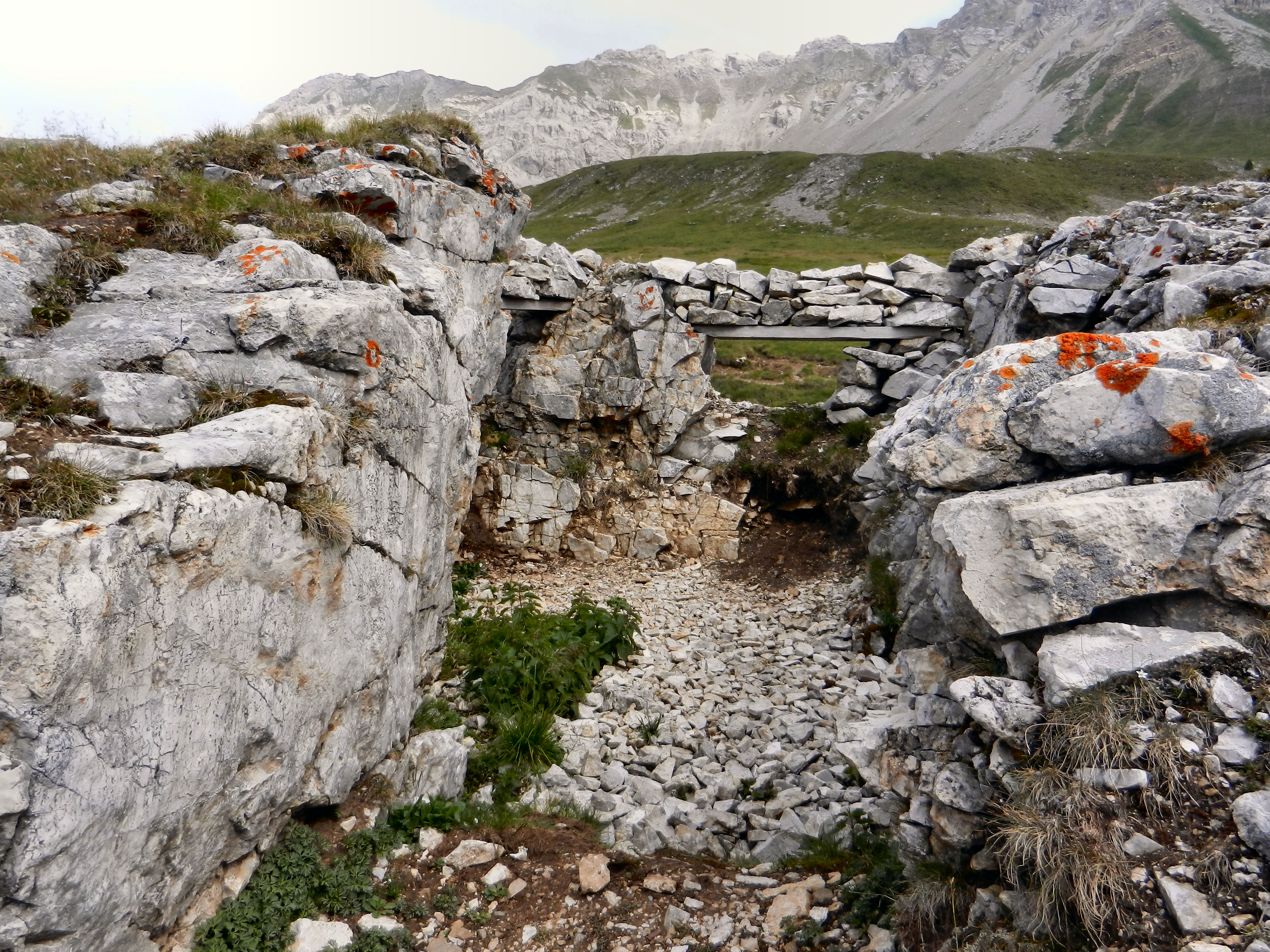
Postazione italiana lungo la via d'accesso dal passo di San Pellegrino
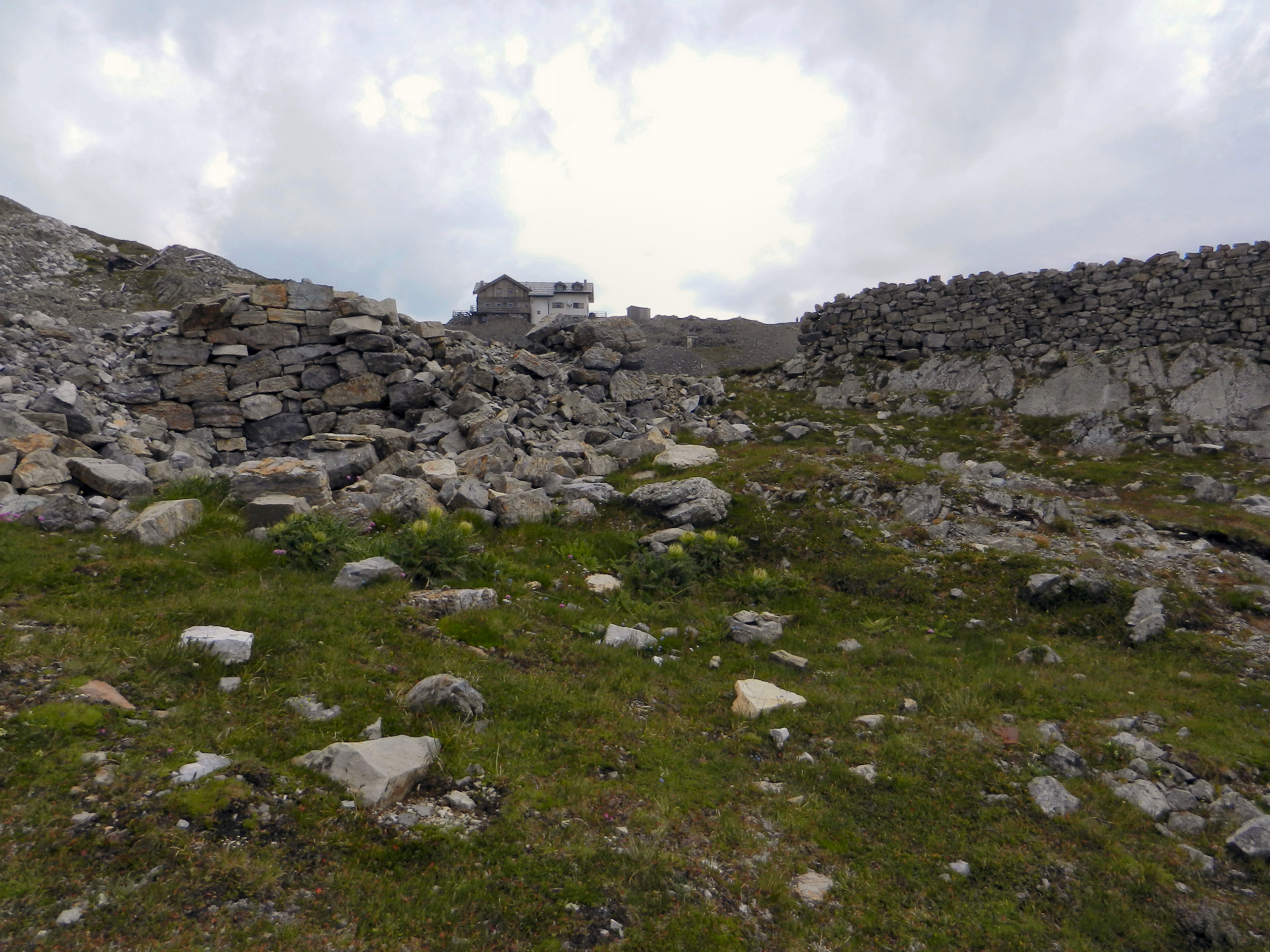
Resti dell'acquartieramento austriaco sul versante della val di Monzoni
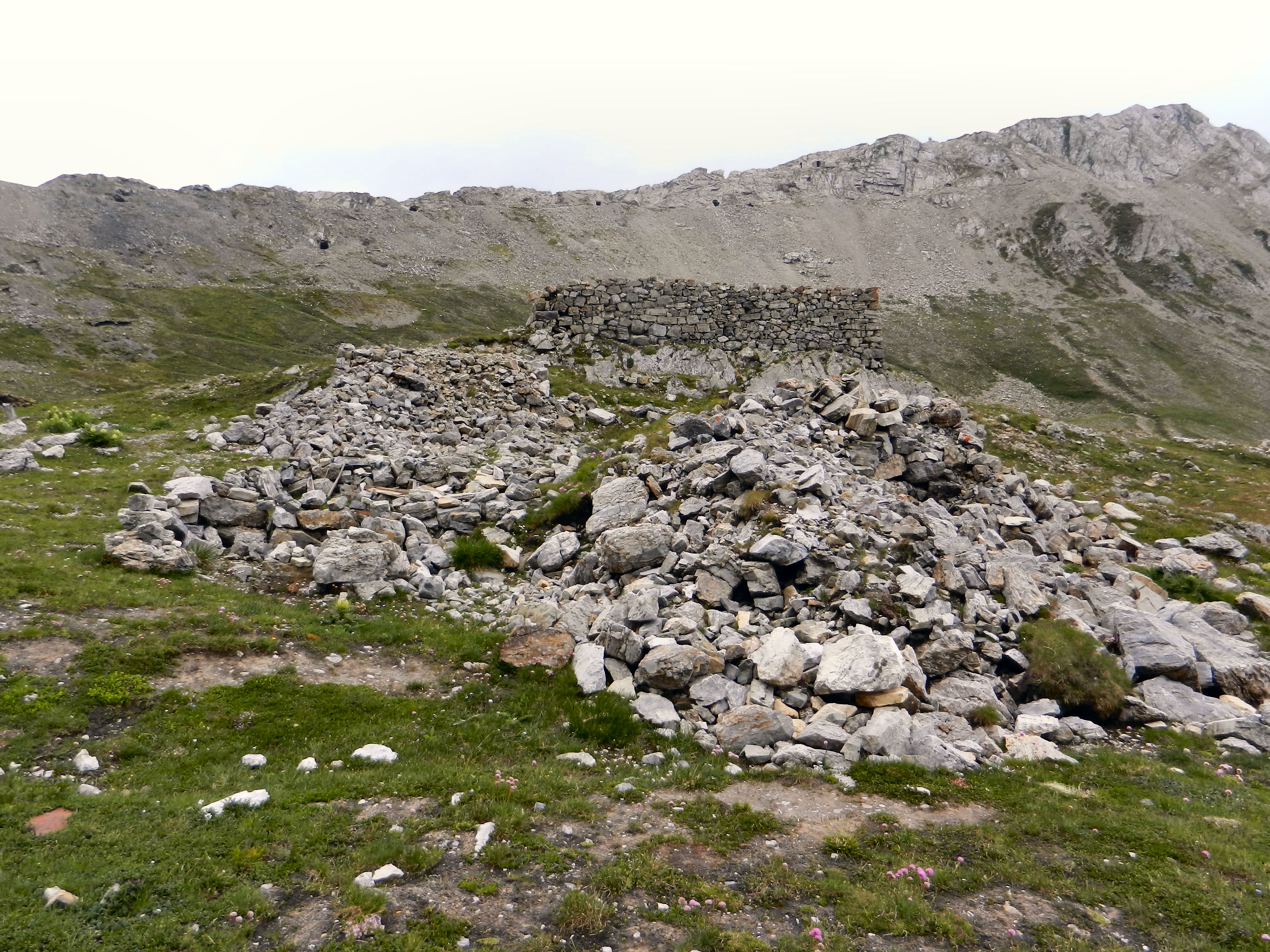
Panoramica su quanto rimane dell'acquartieramento austriaco